# Victor Prost
Pour les articles homonymes, voir Prost.
Victor Prost est un homme politique français né le 7 janvier 1847 à Chambolle-Musigny (Côte-d'Or) et décédé le 15 avril 1891 à Gevrey-Chambertin (Côte-d'Or).
Horloger et propriétaire agricole, il est député de la Côte-d'Or de 1889 à 1891 et siège à gauche.

## Source bibliographique
- « Victor Prost », dans le Dictionnaire des parlementaires français (1889-1940), sous la direction de Jean Jolly, PUF, 1960 [détail de l’édition]